# دومینو (کتاب)
دومینو کتابی به نویسندگی ابوذر پاکروان است که در سال ۱۳۹۶ توسط نشر فصل پنجم به زبان فارسی منشتر شد. این کتاب در زمینه شعر معاصر بوده و در زمستان ۱۳۹۷ در فهرست نامزدهای دریافت جایزه کتاب سال قرار گرفت.

## جوایز
کتاب دومینو به عنوان یکی از برگزیدگان سی و ششمین دوره کتاب سال ایران انتخاب شد.
مراسم سی و ششمین دوره جایزه کتاب سال و بیست و ششمین دوره جایزه جهانی کتاب سال با حضور حسن روحانی، رئیس‌جمهوری ایران ۱۶ بهمن ۱۳۹۷ در تالار وحدت برگزار شد.